# Pothos atropurpurascens
Pothos atropurpurascens är en kallaväxtart som beskrevs av Mitsuru Hotta. Pothos atropurpurascens ingår i släktet Pothos och familjen kallaväxter. Inga underarter finns listade.